# Frankenthal (Pfalz)
Frankenthal (Pfalz) – miasto na prawach powiatu w południowo-zachodnich Niemczech, w kraju związkowym Nadrenia-Palatynat.
W mieście rozwinął się przemysł maszynowy, drzewny oraz szklarski.

## Współpraca
Miejscowości partnerskie:
- Blumenau, Brazylia
- Butamwa, Rwanda
- Colombes, Francja
- Neukölln, Berlin
- Puszkin, Rosja
- Strausberg, Brandenburgia
- Sopot, Polska[4]